# صموئيل غراي وارد
صموئيل غراي وارد (بالإنجليزية: Samuel Gray Ward)‏ هو مصرفي وشاعر أمريكي، ولد في 3 أكتوبر 1817 في بورتلاند في الولايات المتحدة، وتوفي في 17 نوفمبر 1907 في واشنطن العاصمة في الولايات المتحدة.